# Estrellita de Palma
Margarita Rodríguez Pérez (Palma de Mallorca, 1929 - Lluchmayor, 7 de octubre de 2020), más conocida por su nombre artístico Estrellita de Palma, fue una cantante española de copla andaluza y flamenco popular durante los años cincuenta del siglo XX.

## Biografía
Nació en la calle Lluís Martí de Palma de Mallorca.
Hija de padre mallorquín, Miguel, y madre gaditana, Manuela, ambos artistas.
Además de las tonadillas, cantó también otros tipos de canciones como el pasodoble, el pasacalle, la copla andaluza, el bolero, el bayón, y varios palos del flamenco (bulerías, tangos flamencos, rumbas...).
Debutó en el Teatro Balear cuando tenía 7 años y acompañada por su padre a la guitarra. El alcalde de Palma le regaló una peseta por dicha actuación. 
Encontró su éxito más grande en toda España con el pasodoble Campanera (1955), y conoció una fama internacional cuando esta canción inspiró el argumento de la primera película de Joselito (el niño cantante prodigio) : El pequeño ruiseñor (1956).
En una entrevista del 26 de noviembre de 1960, Estrellita dice que sus comienzos en público fueron a los 10 años en el «G Nuevo» de Barcelona.

Estrellita de Palma, comenzó su carrera a finales de los años cuarenta. Precisamente, una de sus primeras intervenciones teatrales fue la participación en un espectáculo musical celebrado en "Los Jardines de Bagdad"; intervinieron en el mismo Teresita Abad y Margarita Sánchez.

Pues comenzó a cantar muy joven en tablaos y salas de fiesta, donde la compañía discográfica Gramófono-Odeón la contrató en 1948 para grabar, en el sello Regal, un disco de 78 rpm con el pasodoble «¡Qué bonito es el querer!» de  Isidro López López, y Marino García González en la cara A y la samba «¡Caramba!» en la cara B, junto al Trío Vocal Hermanas Russell y acompañamiento de Casas Augé y su orquesta. 
A esta siguieron otras grabaciones :

En 1952, junto a la Compañía Bonavía-Maestres interviene en el Poliorama de Barcelona con el espectáculo «Este año estoy de moda». En éste, figuraban Lolita Piquer, Pepe de los Ríos, Miguel Heredia, María de los Ángeles Castillo… Pertenecen a esta época el pasodoble «Nos quisimos», el tanguillo «A la una pasa» y el popular pasodoble titulado «Manolo de mis amores», que la lanzaría a la fama definitivamente.

Después, consiguió mucha popularidad en 1955 con el pasodoble «Campanera» de Naranjo, Murillo y Monreal que unos años antes había pasado desapercibido interpretado por la cantante de Las Cabezas de San Juan Ana María Catalán López. A pesar de que la primera publicación de este pasodoble interpretado por Estrellita de Palma iba en la cara B de un disco cuyo número principal era un bolero interpretado por Jorge Sepúlveda, fue tal el éxito, que la cantante llegó a ser conocida por el nombre de la canción. 
Otros éxitos de Estrellita de Palma fueron los bayones «De tu boda, qué?» de Rodemor y Aldeny y «Tanto tienes, tanto vales», de Quintero, León y Quiroga; los pasodobles «La Cruz de Mayo» de Valverde y Font, «¡Qué bonito es el querer!», de Marino García y «Manolo de mis amores» de Marino García y Antonio Villena (ya citado) y la rumba gitana popular «Río Manzanares» entre otras piezas de su repertorio que incluían bulerías, tangos o pasacalles varios del cancionero popular. 
En los escenarios la acompañaban a menudo el trío "Los gitanos", que posteriormente cambiaron su nombre a "Trío Guadalajara".
Su carrera profesional la desarrolló sobre todo en Barcelona, donde residía.
Tras retirarse y regresar a Palma abrió un local con actuaciones en directo.
Ella siempre recordaba que en su debut en Palma, los andaluces que había en la sala creían que era de Palma del Río, por su magnífica ejecución de la copla y de diversos palos del flamenco.

## Canciones más populares
| - "Campanera" - "Manolo de de mis amores" - "La Cruz de Mayo" - "¡Qué bonito es el querer!" - "Río Manzanares" - "¡Caramba!" - "¿Será una rosa?" - "Caray con el ay" - "Chulapa bravía" - "Nardo y clavel" - "Limón, limonero" - "Nos quisimos" - "Piedad" - "¿Recuerdas, moreno?" - "José Manuel" - "No me tires de la lengua" - "El Cordobés" - "Caminando" - "La fiera" | - "Cariñito de mi vía" - "Un hombre cabal" - "La cinta de tu chaleco" - "La luna y el toro" - "Bajo mi cielo andaluz" - "Mi pena" - "El cordón de mi corpiño" - "¿De tu boda, qué?" - "El carambó" - "La niña de Santa Cruz" - "El sultán y la española" - "Colón, Colón" - "¡Ay, Cipriano!" - "A visitarte he venío" - "Pastora ha vuelto" - "¿Con quién andas? - "Tengo celos" - "Cayo Real" - "Waya-wais" | - "Tanto tienes, tanto vales" - "Francisco Alegre" - "Mi jaca" - "La guitarra" - "¡Qué no, qué no!" - "Abanícame, Lola" - "Por el camino real" - "La sal de la tierra" - "Quiero vivir en Sevilla" - "Capitana bandolera" - "Coplas de la calleja" - "Marido y mujer" - "El tango de las palomas" - "El carnaval de la luna" - "El rumbambé" - "La niña hermosa" - "Cerezo rosa" - "¡Viva el fuego!" - "Siempre ajumao" | - "No te pares en mi venta" - "Gitano hermano" - "Quien desprecia" - "A canelita y a clavo" - "¡Vaya por Dios!" - "Cuna de rumbo" - "En la rama de un naranjo" - "Salió en carreta" - "A la una pasa" - "Por un piropo" - "Del Puerto a Cai" - "Mi morena clara" - "Tus ojitos negros" - "Mi mañica" - "Nana marinera" - "Por San Fermín" - "Pepa Cotilla" |